# Lee Jong-hyun (basket-ball)
Dans ce nom coréen, le nom de famille, Lee, précède le nom personnel.
Lee Jong-Hyun (en coréen 이종현), né le 5 février 1994, est un joueur sud-coréen de basket-ball. Il évolue au poste de pivot. 

## Palmarès
- 3e du Championnat d'Asie 2013
- Vainqueur des Jeux asiatiques de 2014